# Alja Vrček
Alja Vrček , slovenska rokometašica, * 10. avgust 1993.
Alja je članica ŽRK Krka in slovenske reprezentance.
Za Slovenijo je nastopila na svetovnem prvenstvu 2017.